# John Fowler (Fußballschiedsrichter)
John William Denton Fowler (* 17. Juni 1880 in Sunderland; † 11. Juli 1950 in Ryhope) war ein englischer Fußballschiedsrichter.

## Sportlicher Werdegang
Fowler gehörte nach dem Ersten Weltkrieg zu den Schiedsrichtern, die in Wettbewerben der Football League und der Football Association zum Einsatz kamen. Im Wettbewerb um den FA Cup 1921/22 leitete er dabei das Finalspiel zwischen Huddersfield Town und Preston North End, das Billy Smith mit seinem Treffer zum 1:0-Endstand zugunsten des Klubs aus Yorkshire entschied.
Ab 1923 leitete Fowler auch Länderspiele als Hauptschiedsrichter. Dabei kam er am 17. Juni des Jahres erstmals beim 3:0-Heimerfolg Norwegens über Finnland zum Einsatz. Bis zum Sommer 1925 pfiff er bei insgesamt vier Freundschaftsspielen.